# Guy Maeterlinck
Guy Maeterlinck is een personage uit de VTM-televisieserie Familie. Het personage werd gespeeld door Luk De Koninck.

## Overzicht
Guy is een gerenommeerde hartchirurg in het plaatselijke ziekenhuis. Hij is de vader van Thomas en Femke Maeterlinck en wordt bijgevolg de schoonvader van Peter Van den Bossche. Na de dood van zijn eerste vrouw bleef Guy lange tijd alleen. Hij begint uiteindelijk een relatie met Monique Stevens en wordt dus ook de stiefvader van Bart en Mieke Van den Bossche. Na de tragische dood van Monique ontwikkelt hij vooral met Mieke een zeer sterke band.
Nadat Guy op korte tijd achtereenvolgens zijn dochter Femke, vrouw Monique en zoon Thomas verliest, zoekt hij troost bij Eefje Govaert, het evenbeeld van zijn overleden dochter. De twee beginnen een relatie, maar dit valt niet bij iedereen in goede aarde. Bovendien wordt ook Peter verliefd op Eefje. Uiteindelijk neemt Eefje haar koffers en gaat ze in Canada studeren. Guy begint vervolgens een relatie met Annemarie Govaert, de tante van Eefje en zus van zijn goede vriend en collega Frederik.
Wanneer Frederik een hartingreep moet ondergaan, staat die erop dat Guy hem opereert. Het loopt fout en Frederik sterft op de operatietafel. Annemarie neemt Guy dit bijzonder kwalijk en het komt even tot een breuk, maar uiteindelijk komen de twee weer samen. Later loopt het toch weer fout tussen hen, wanneer Guy in haar verleden begint te graven. Wanneer hij haar confronteert met zijn bevindingen, slaan haar stoppen door en probeert ze Guy te vermoorden. Annemarie belandt in een instelling en sterft een tijdje later aan een hartaanval.
Intussen is Guy alweer een relatie begonnen met Eline Vaerenbergh, de psychiater van Annemarie. Opnieuw krijgt hij er wat familie bij, als blijkt dat Eline de moeder is van Zoë en Noa, de twee halfzussen van Trudy Tack de Rixart de Waremme.
Guy ziet zich na een intern conflict in het ziekenhuis verplicht om ontslag te nemen. Hij kan aan de slag in een gerenommeerde Amerikaanse privékliniek, maar Eline ziet het niet meteen zitten om te emigreren. Uiteindelijk, wanneer blijkt dat Zoë en Noa het avontuur ook wel zien zitten, komt Eline tot inkeer en vertrekt het viertal naar de States. Guy verhuurt zijn huis aan Veronique Van den Bossche, later keert hij even terug en verkoopt hij het definitief aan Bert Van den Bossche.